# Jemeni szürkebegy
A jemeni szürkebegy (Prunella fagani) a madarak osztályának verébalakúak (Passeriformes)  rendjébe és a szürkebegyfélék (Prunellidae) családjába tartozó faj. 

## Rendszerezése
A fajt William Robert Ogilvie-Grant skót ornitológus írta le 1913-ban, az Accentor nembe Accentor fagani néven.

## Előfordulása
A Jemen területén honos,  endemikus faj. Természetes élőhelyei a szubtrópusi és trópusi füves puszták és cserjések, sziklás hegyi lejtőkön.

## Megjelenése
Testhossza 15 centiméter, testtömege 22 gramm. Feje sötétbarna, világos szemöldök sávval, háti része barnás színű, sötétebb csíkokkal, hasi része világosabb.

## Életmódja
Rovarokkal és magvakkal táplálkozik, melyet a talajon keresgél.

## Természetvédelmi helyzete
Az elterjedési területe kicsi. A Természetvédelmi Világszövetség Vörös listáján még nem szerepel.